# ツアー・オブ・カリフォルニア
ツアー・オブ・カリフォルニア（Tour of California）は、アメリカ合衆国のカリフォルニア州を舞台に行われる自転車競技のステージレース。2006年より開始され、UCIアメリカツアーの2.HCに位置づけられていたが、2017年よりUCIワールドツアーに昇格した。

## 概略
シエラネバダ山脈やアメリカ西海岸などを経由しながら約1週間程度行われる。当初はサンフランシスコをスタートし、ロサンゼルスをゴールとすることが多かったが、近年はその限りではない。2009年までは例年2月に開催されていたが、2010年以降は5月に行われている。
2006年開始時のレースランクはUCIアメリカツアー2.1（ステージレースでカテゴリー1）だったが、初代総合優勝者のフロイド・ランディスをはじめ、カデル・エヴァンスらも出場するなど、参加選手のレベルが相対的に高かったこともあり、同年10月末、国際自転車競技連合（UCI）は、HCに格上げする方針を定めた。
2010年に開催時期が5月に移動してからは、ジロ・デ・イタリアに出場していない有力選手の多くが、カリフォルニアに出場する傾向がある。
同レースのスポンサーは、カリフォルニア州のサウザンドオーク市に本社を構える、医療用医薬品業界のアムジェン（Amgen）。
2019年10月30日、資金難のため2020年大会の開催を中止することが主催者より発表された。

## 年度成績
| 年     | 優勝者                         | 2位                            | 3位                              | ポイント賞                 | 山岳賞                     |
| ------ | ------------------------------ | ------------------------------ | -------------------------------- | -------------------------- | -------------------------- |
| 2006年 | フロイド・ランディス           | デヴィッド・ザブリスキー       | ボビー・ジュリック               | オラフ・ポラク             | リーヴァイ・ライプハイマー |
| 2007年 | リーヴァイ・ライプハイマー     | イェンス・フォイクト           | ジェイソン・マッカートニー       | フアン・ホセ・アエド       | クリストフ・ロラン         |
| 2008年 | リーヴァイ・ライプハイマー     | デヴィッド・ミラー             | クリスティアン・ヴァンデヴェルデ | ドミニク・ロラン           | スコット・ナイダム         |
| 2009年 | リーヴァイ・ライプハイマー     | デヴィッド・ザブリスキー       | マイケル・ロジャース             | マーク・カヴェンディッシュ | ジェイソン・マッカートニー |
| 2010年 | マイケル・ロジャース           | デヴィッド・ザブリスキー       | リーヴァイ・ライプハイマー       | ペーター・サガン           | トーマス・ラバウ           |
| 2011年 | クリス・ホーナー               | リーヴァイ・ライプハイマー     | トム・ダニエルソン               | ペーター・サガン           | ジョン・マッカーティ       |
| 2012年 | ロベルト・ヘーシンク           | デヴィッド・ザブリスキー       | トム・ダニエルソン               | ペーター・サガン           | セバスチャン・サラス       |
| 2013年 | ティジェイ・ヴァン・ガーデレン | マイケル・ロジャース           | ハニエル・アセベド               | ペーター・サガン           | カーター・ジョーンズ       |
| 2014年 | ブラッドリー・ウィギンス       | ロハン・デニス                 | ローソン・クラドック             | ペーター・サガン           | ウィル・ルートレイ         |
| 2015年 | ペーター・サガン               | ジュリアン・アラフィリップ     | セルヒオ・エナオ                 | マーク・カヴェンディッシュ | ダニエル・オス             |
| 2016年 | ジュリアン・アラフィリップ     | ロハン・デニス                 | ブレント・ブックウォルター       | ペーター・サガン           | エヴァン・ハフマン         |
| 2017年 | ジョージ・ベネット             | ラファウ・マイカ               | アンドリュー・タランスキー       | ペーター・サガン           | ダニエル・ハラミリョ       |
| 2018年 | エガン・ベルナル               | ティジェイ・ヴァン・ガーデレン | ダニエル・マルティネス           | フェルナンド・ガビリア     | トームス・スクインシュ     |
| 2019年 | タデイ・ポガチャル             | セルジオ・イギータ             | カスパー・アスグリーン           | カスパー・アスグリーン     | ダヴィデ・バッレリーニ     |
| 2020年 | 未開催                         | 未開催                         | 未開催                           | 未開催                     | 未開催                     |

## エピソード
- 2002年の世界自転車選手権・個人ロードレース優勝者、マリオ・チポリーニが2008年のこのレースで一時的に現役復帰した。